# 細枝軸孔珊瑚
細枝軸孔珊瑚（学名：Acropora nana）为軸孔珊瑚科軸孔珊瑚屬下的一个种。